# Swamimalai
Swamimalai är en ort i Indien.   Den ligger i distriktet Thanjavur och delstaten Tamil Nadu, i den södra delen av landet, 2 000 km söder om huvudstaden New Delhi. Swamimalai ligger 35 meter över havet och antalet invånare är 7 197.
Terrängen runt Swamimalai är mycket platt. Runt Swamimalai är det mycket tätbefolkat, med 1 463 invånare per kvadratkilometer. Närmaste större samhälle är Kumbakonam, 6,9 km öster om Swamimalai. Trakten runt Swamimalai består till största delen av jordbruksmark.